# Miriam (postać biblijna)

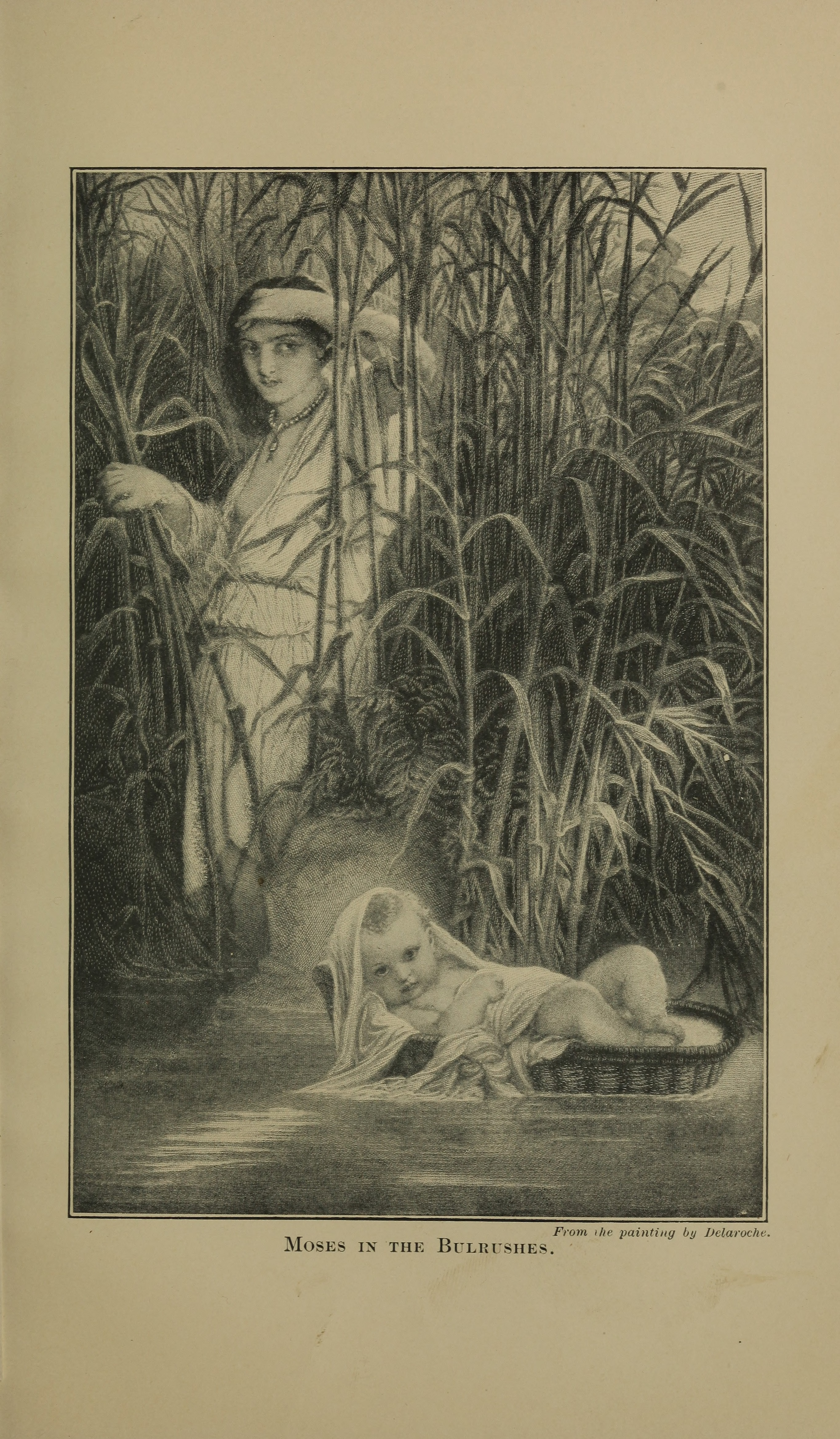
Miriam obserwuje małego Mojżesza (obraz z 1900 r.)

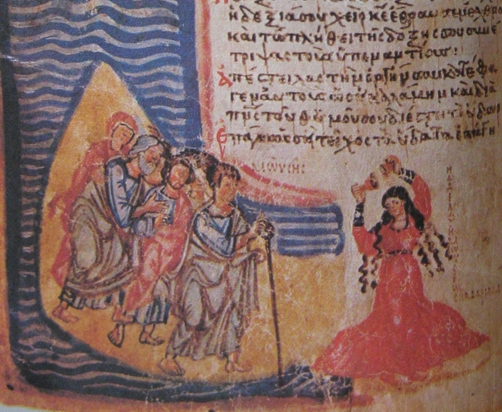
Miriam z Izraelitkami śpiewa Pieśń morza i tańczy po przekroczeniu Morza Czerwonego (Chludov Psalter)

Miriam wychwalająca Jahwe z relacji Wj 15:19 (Tomić Psalter)

Miriam – siostra Mojżesza i Aarona.

## Dzieło Miriam
Czuwała nad losem swego brata – Mojżesza, gdy ten płynął w koszyczku z sitowia po wodach Nilu.
Kiedy córka faraona, Termutis, ujrzała niemowlę, wzruszyły ją łzy małego chłopczyka. Wtedy Miriam, która przyglądała się wszystkiemu zza krzewów, odważnie zaproponowała księżniczce znalezienie kobiety, która wykarmi maleństwo. Córka faraona zgodziła się, a siostra Mojżesza przyprowadziła swoją (i jego) matkę Jokebed (Wj 2,1-10).
Potem, gdy jej brat wrócił z kraju Madianitów (Wj 2,11-22), aby wyprowadzić naród Izraela z niewoli egipskiej, wspierała go i opiekowała się Izraelitami na czas jego wizyt wraz z Aaronem u faraona.

## Miriam prorokinią
Gdy Jahwe przeprowadził naród wybrany przez Morze Czerwone (Wj 13,17-Wj 14,31), Mojżesz z mężczyznami, a potem i Miriam z kobietami zainicjowali pieśń dziękczynną (inaczej Pieśń morza) ku czci Jahwe, chwaląc Go za wielką potęgę. Miriam później została w związku z tym nazwana prorokinią (Wj 15,20).

## Śmierć
Według Biblii Miriam zmarła w miejscowości Kadesz, leżącej na pustyni Synaj (Księga Liczb 20:1).
Miriam zmarła podczas wędrówki do Ziemi Obiecanej z Egiptu, w czasie gdy lud stanął u granic krainy Idumejczyków. Podczas wyjścia z Egiptu miała ona lat 40 (Józef Flawiusz DDIk4-77).

## Źródło Miriam
Źródło Miriam (zwane też studnią Miriam) było, wedle tradycji hagadycznej, cudownym źródłem, które wybiło po uderzeniu przez Mojżesza laską w skałę w czasie wędrówki Izraelitów przez pustynię. Mając kształt kulistego kamienia miało towarzyszyć Żydom podczas całej wędrówki, tocząc się z ludem, a dar ten przypisywano zasługom Miriam. Po jej śmierci, a przed wejściem Izraelitów do Ziemi Obiecanej, źródło zniknęło. Zostało ukryte w Jeziorze Galilejskim.